# Trophée Roses des Sables
De Trophée Roses des Sables of Woestijnrozen Trofee is een jaarlijkse woestijnrally in Marokko met alleen vrouwelijke deelnemers. De deelnemers worden rozen genoemd. De wedstrijd draait niet om snelheid, maar de deelneemsters moeten de eindstreep halen na zo weinig mogelijk kilometers te hebben afgelegd. Het team met de minste kilometers wint. Oriëntatie en navigatie vormen dus de kern van de rally, waarbij uitsluitend gebruik wordt gemaakt van kompas en roadbook.
Elke editie wordt er ongeveer 6000 kilometer afgelegd in 10 dagen. Start- en finishplaats verschillen regelmatig. In 2014 vond de start plaats in de Zuid-Franse plaats Ciboure en eindigde de rally in Marrakech. De feitelijke rally vindt altijd plaats in de Marokkaanse woestijnen. Deelnemers rijden per twee in een auto of quad.
De organisatie besteedt veel aandacht aan de ontwikkeling van Marokkaanse woestijnbewoners en het ecologiche aspect van de wedstrijd. De deelnemers nemen 50 kilo aan hygiënisch en medisch materiaal, schoolmateriaal en onderdelen van toestellen voor duurzame energie mee, die ze uitdelen aan de bevolking.

## Erelijst
Onderstaande tabel geeft een overzicht van de tot nog toe gereden edities.
| Jaar | Goud                                 | Zilver                                 | Brons                                |
| ---- | ------------------------------------ | -------------------------------------- | ------------------------------------ |
| 2001 | Laurence Canarezza Caroline Reau     |                                        |                                      |
| 2002 | Florence Le Vot Florence Bourgnon    | Sophie Bise Emmanuelle Rulland         | Michele Tallier Christine Pauquet    |
| 2003 | Marie-Hélène Bourguignon Anne Thomas | Laurence Canarezza Sylvie Maignan      | Huguette Brossard Nathalie Colombel  |
| 2004 | Fabienne Savel Laura Fleischmann     | Pascale Paris Séverine Templet         | Anne Brezillon Isabelle Giraudeau    |
| 2005 | Adelaide de Gouvion Catherine Evrard | Roxane Brouillette Valérie Dugas       | Elodie Royer Emmanuelle Marpeau      |
| 2006 | Maryline Morvan Annie Poisson        | Eugénie Billet Odile Billet            | Valérie Coutu Corinne Trudel         |
| 2007 | Aurore de Tapol Joëlle de Tapol      | Nathalie Lapalme Catherine Rouleau     | Julie Morisette Corinne Trudel       |
| 2008 | Marie-Claude Dozois Lynda Ledoux     | Audrey Belanger Caroline Kirouac       | Annie Vallieres Rosanne Alexandre    |
| 2009 | Pascale Charrier Stéphanie Jus       | Virginie Gilg Claudine Kauffman        | Diane Dozios Marie-Claude Dozois     |
| 2010 | Pascale Charrier Stéphanie Jus       | Virginie Gilg Claudine Kauffman        | Claudine Becart Maryline Morvan      |
| 2011 | Maia Hedon Stéphanie Didier          | Pilar Robin Cabellos Katia Stefanowski | Pascale Charrier Stéphanie Jus       |
| 2012 | Tanja De Nijn Birgitte De Paepe      | Pascale Charrier Pilar Cabellos        | Christelle Bortolin Angélique Gouëry |
| 2013 | Armelle Canonge Henriette Nouzille   | Andrée-Anne Bergeron Michelle Cantin   | Christelle Bortolin Angélique Gouëry |
| 2014 | Angélique Blanchard Solen Kerleroux  | Valérie Parent Martine Banville        | Gene Elichalt Marie-Laure Cordonnier |